# Hanns Simon
Hanns Simon (* 19. Juli 1908 in Bitburg; † 10. September 1989 ebenda) war ein deutscher Unternehmer und Brauer.

## Leben
Simon kam als zweiter Sohn des Brauereibesitzers Bertrand Simon (1882–1958) in Bitburg zur Welt. Nach dem Abitur 1927 sammelte er praktische Berufserfahrung im In- und Ausland. Anschließend studierte er Chemie in Bonn und Freiburg und schloss 1935 mit Promotion am Institut für Gärungsgewerbe in Berlin ab.
Er kehrte in die familieneigene Brauerei zurück und übernahm nach dem Rückzug seines Vaters gemeinsam mit den Brüdern die Leitung der Brauerei. In der Folge entwickelte sie sich zu einer der größten Privatbrauereien in Deutschland. 1975 zog er sich aus dem operativen Geschäft zurück und wechselte in den Beirat, später in den Gesellschafterausschuss und den Aufsichtsrat.
Simon gründete 1948 die Kulturgemeinschaft Bitburg und 1968, anlässlich seines 60. Geburtstages, die Dr.-Hanns-Simon-Stiftung.

## Auszeichnungen
- 1973: Bundesverdienstkreuz 1. Klasse
- 1979: Ehrenbürger der Stadt Bitburg
- 1983: Großes Verdienstkreuz der Bundesrepublik Deutschland
- 1987: Verdienstorden des Landes Rheinland-Pfalz